# Miltiades (firma)

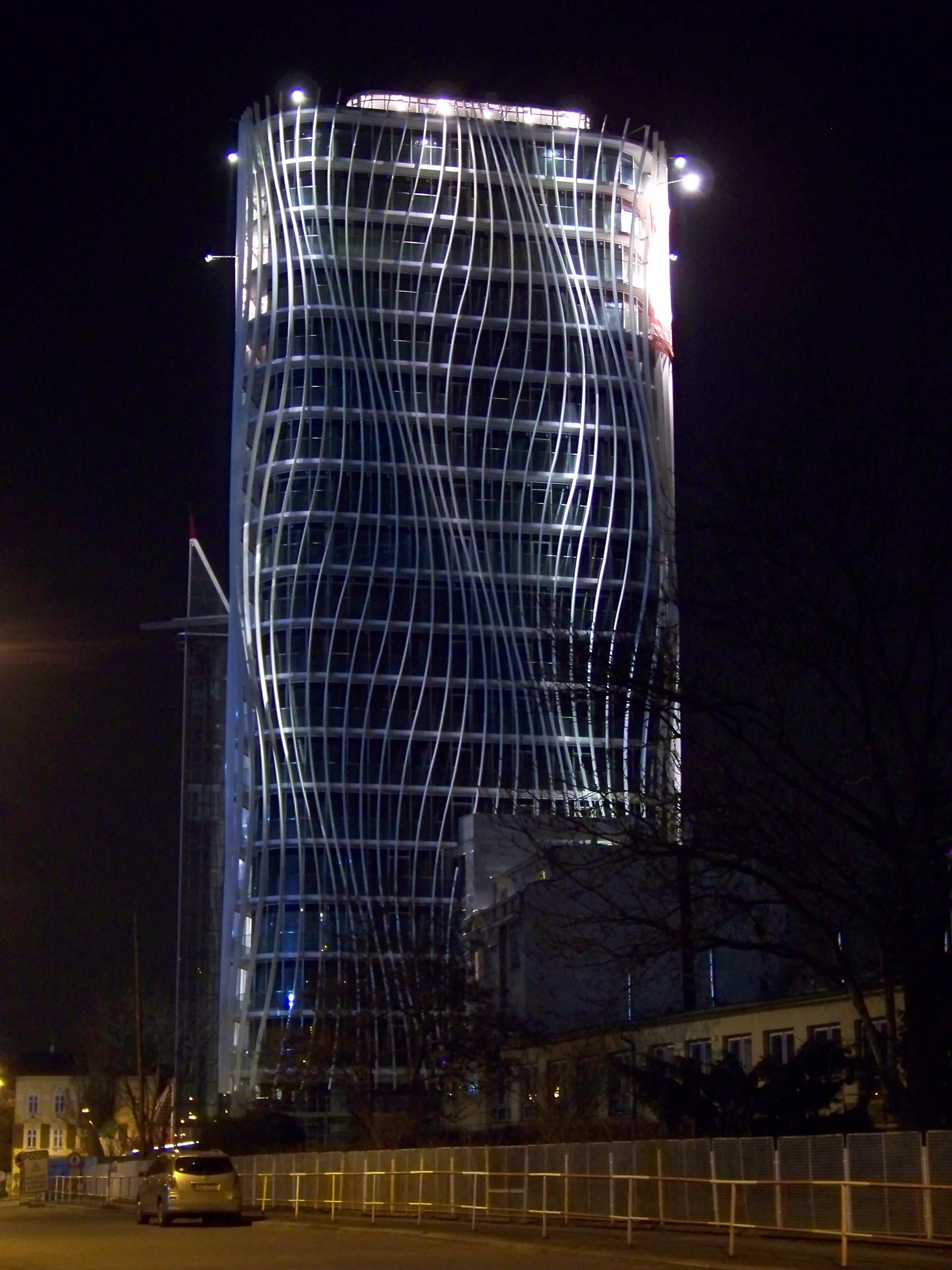
Sluneční věž v Praze-Karlíně

MILTIADES, SE je česká realitní společnost založená v roce 2011, kterou vlastní napůl společnost White Surrey sídlící na Britských Panenských ostrovech a společnost Consult Concept sídlící na Seychelách. Jediným členem představenstva je Ivan Paggio, jediným členem dozorčí rady je Martin Klimpl.
V roce 2011 koupila od Luďka Sekyry společnost Brisot, vlastníka Villy Sekyra od architektky Evy Jiřičné. Kupní cena nebyla k 31. prosinci 2017 uhrazena.
V roce 2012 byly od společnosti Unistav koupeny tři patra ve Sluneční věži v Praze-Karlíně, které jsou pronajímány developerské skupině Sekyra Group Real Estate. V prosinci 2012 byla od společností Sekyra Group Real Estate B.V. a TRAXX Investment Ltd. odkoupena společnost Smíchov development II. s.r.o.
V roce 2020 se společnost stala vlastníkem hotelu Savoy ve Špindlerově Mlýně.